# Ștefănești (rejon Florești)
Ștefănești – miejscowość i gmina w Mołdawii, w rejonie Florești. W 2014 roku liczyła 2335 mieszkańców.